# 紙風車劇團
紙風車劇團（英語：PaperWindmill Theatre），是臺灣一家以兒童劇為主要演出內容的表演團體，成立於1992年11月，演出形式包括舞台劇、音樂劇、默劇、偶戲、黑光劇。

## 發展歷史
1992年，李永豐與柯一正、徐立功、羅北安、吳靜吉，秉持著『兒童需要兒童劇，臺灣需要臺灣的兒童劇』的理念，懷著「just do it」的幹勁，創造臺灣兒童戲劇夢工廠的期望成立紙風車劇團。團名寓意「讓風吹動，迎風向前走」，是團隊的精神象徵。致力於兒童教育和娛樂，策劃大型文化活動及戲劇演出，透過多元的表現手法，以期帶給孩子新的視野及想像。在臺灣各地劇場演出外，亦曾赴紐約、巴黎、香港、澳門、北京等地，展現臺灣兒童劇場的創意。
1995年，臺灣文化部前身、行政院文化建設委員會委託劇團舉辦「青少年戲劇推廣計畫」，連續十年期前往各地國中和高中推廣戲劇，包括課程、演講、輔導成立社團等措施，影響深遠；1999年開始舉辦六屆「超級蘭陵王」戲劇比賽，吸引許多年輕朋友參與。許多當年受到戲劇啟發的學子，如今成為表演藝術的演出者或行政工作者。
自1996年起，以十二生肖為主題，從鼠年開始，創作《貓捉老鼠》，一直至豬年創作《跑吧！小豬》，為「兒童戲劇」帶來特有且獨特的創意演出形式。形式包括話劇、歌舞劇、偶戲等，演出現場強調互動，透過新奇道具與劇情設計，打破舞臺限制，臺上、臺下交融一片。
1998年，紙風車劇團開始創作「巫婆系列」，透過“巫婆”做為代表形象，系列作品中以《紙風車幻想曲》自創的「巫頂」角色，最具代表性，身受臺灣孩子的喜愛。同年2月20日，紙風車劇團以財團法人紙風車文教基金會名稱向臺北縣政府文化局申請立案。2013年再度啟動「368鄉鎮市區兒童藝術工程」巡演計畫。
2006年發起《紙風車319鄉村兒童藝術工程》，完全民間捐款，以國家劇院級的演出到全國319個鄉鎮演出，歷經5年完成，是聯合國教科文組織首見的文化運動。
2010年創作《臺灣新童話》臺灣有許多創作者致力於以臺灣本土題材創作故事，讓孩子們藉由故事更加瞭解自己生長的環境與文化。紙風車劇團以作家小野的繪本「寶莉回家」，製作第一部客家兒童音樂劇《嘿！阿弟牯》。
2013年至2023年止，連續11年獲得文化部「臺灣品牌團隊獎助計畫」補助，為臺灣品牌團隊之一。
2025年，榮獲第1屆臺北戲劇獎特別貢獻獎。

## 重要計畫

### 青少年戲劇推廣計畫
文建會「青少年戲劇活動推廣計畫」於1995年開辦，首七屆委由「紙風車劇團」辦理。結合全各地戲劇師資，有計劃地推動「青少年劇」增加参與人口，將戲劇種子扎校園。

### 兒童創造力工作室
紙風車劇團曾成立「兒童創造力工作室」，提供孩子一個自在的擺動身體、追逐、創造故事的地方，在戲劇活動中，發現戲劇的樂趣和方法。

### 319鄉村兒童藝術工程
紙風車文教基金會於2006年12月啟動319鄉村兒童藝術工程，以「如果大人不能改變現狀，至少要能為孩子做一些事」的初衷，為協助改善城鄉差距、資源分配不均，目標走遍臺灣319個鄉鎮進行演出。該計畫不依靠政府補助經費，完全由企業或是民眾贊助劇團演出費用，只要獲得35萬元的資助，並經由地方政府協調演出場地後，紙風車劇團就會到該鄉鎮演出。
五年內紙風車劇團走訪了全臺319個城鎮，近八十萬的現場民眾參與。以作品《紙風車幻想曲》從宜蘭員山開跑，最終於2011年12月3日在新北市萬里區的公演完成臺灣319個鄉鎮的巡迴演出。

### 368鄉鎮市區兒童藝術工程
延續319鄉村兒童藝術工程的精神，加入了因五都改制後的都市市區，全臺增加為368個鄉鎮市區。並於2013年1月12日晚間於臺北市中正區兩廳院廣場舉行第一場演出。演出劇目為《臺灣幻想曲》，戲劇內特別融入＜在地故事＞，每個縣市都有不同的在地故事，讓觀眾用戲劇認識自己的家鄉，第二輪全台巡演歷經11年走完，最後一場於2024年10月10日晚間在高雄市永安區完成，象徵永遠平安。

第三輪也在同年（2024）10月19日 一樣在台北市中正區兩廳院廣場啟動，計畫定調為紙風車368藝術工程-永續啟航，加入永續概念，宣達永續、愛環境重要性，第三輪持續堅持民間募款、企業贊助，只要行政區募得60萬元即安排演出，預計花10年走完。

### 紙風車青少年反毒戲劇工程
2012年，面對青少年吸毒的危機,紙風車戲劇走進全國9百多所國中校園演出《紙風車青少年反毒戲劇工程》，擺脫教條式的宣導，讓青少年意識到毒品的危害。

### 紙風車臺灣鄉村卡車藝術工程
2014年，與「財團法人RC文化藝術基金會」共同發起《紙風車臺灣鄉村卡車藝術工程》，期待有更多團隊一起走進偏鄉演出。透過改造的藝術卡車，深入到更多鄉鎮的廟口、夜市、山上，陪伴鄉野的孩子，接觸表演藝術。

## 歷年作品

### 生肖系列
- 1996鼠：《貓捉老鼠》
- 1997牛：《牛的禮讚-－我們一家都是牛》
- 1999虎：《武松打虎》
- 1999兔：《兔子不吃窩邊草》
- 2000龍：《哪吒大鬧龍宮》
- 2001蛇：《白蛇傳》
- 2002馬：《唐吉軻德冒險故事-－銀河天馬》
- 2003羊：《小小羊兒要回家-－三國奇遇記》
- 2004猴：《孫悟空大戰牛魔王》
- 2005雞：《雞城故事》
- 2006狗：《忠狗101》
- 2007豬：《跑吧！小豬》

### 巫婆系列
- 1998《美國巫婆不在家》
- 2001《巫頂的天才老媽》
- 2002《巫頂的同班同學》
- 2003《巫頂生日快樂》
- 2004／2005《巫頂環遊世界／巫頂環遊世界II》
- 2008／2012《紙風車幻想曲／紙風車幻想曲II》
- 2009《巫頂的天才老爸》
- 2016《巫頂站在屋簷上》

### 臺灣新童話系列
- 2010《嘿！阿弟牯》

- 2012《新月傳奇》
- 2015《順風耳的新香爐》
- 2017《諸葛四郎》

## 外部連結
- 紙風車劇團官方網站 （页面存档备份，存于）
- 紙風車文教基金會官方網站 （页面存档备份，存于）
- 紙風車劇團的Facebook專頁
- 紙風車劇團的Instagram （页面存档备份，存于）
- 紙風車劇團的YouTube （页面存档备份，存于）